# 吉田萌美
吉田 萌美（よしだ めぐみ、1991年2月2日 - ）は、日本の女性アイドルグループ『フルーツ』のメンバーである。神奈川県出身。洗足学園音楽大学卒業 。

## 来歴

### 幼年期
1991年
- 2月、長女として生まれる。家族構成は父・母・妹である。

### 少女時代
1996年
- モダンバレエを習い始める。

2003年
- 小学校を卒業。卒業式では卒業証書を最後に授与され、「世界に一つだけの花になります!」と叫んだ。
- 中学校に進学。吹奏楽部でフルートを担当する。

2006年
- 高校に進学。ジャズダンスを習い始める。翌年2月に東京・下北沢にある本多劇場での舞台『月の子供』の出演者オーディションに応募して落選するものの、担当の脚本家・秦建日子に目を留められ、自らが主宰し、鈴木あきえ、山口龍人、工藤里紗らが参加する『演劇ワークショップ・TAKE1』への参加を呼びかける。

2007年
- ヒップホップダンスを習い始める。脚本家・秦建日子の主宰する『演劇ワークショップ・TAKE1』に河野ひかると同じく5期生として通う。演技から殺陣や日本舞踊まで幅広く習う。

### アイドルグループ『フルーツ』活動期
2007年
- 12月、日本テレビ系オーディション番組『歌スタ!!』において、少女ファッション雑誌『ピチレモン』連動企画でアイドルユニット「ピチレモンユニット」のメンバー選抜が行われ、吉田は妹・彩美と姉妹で出場する。姉・萌美は絢香の「三日月」をしっとりと歌い上げ、審査員（ウタイビトハンター）・m.c.A・Tから合格札を獲得。妹・彩美は中ノ森BANDの「Fly High」を歌い上げ、ウタイビトハンター20組全員から合格札を獲得する番組史上初の快挙を成し遂げ、見事「ピチレモンユニット」メンバーに選抜される。しかし、萌美の長期にわたるダンス経歴を知ったm.c.A・Tは、他の合格札を獲得しながらも選抜されなかった安倍川緑、竹内美宥、福留仁菜とともに「裏ピチモ・ユニット」を結成して、デビューさせる機会を与えた。

2008年
- 2月、日本テレビ系『歌スタ!!』で、「裏ピチモ・ユニット」で「恋のセゾン」を歌い、最終プレゼンで合格し、敗者復活デビューが決定する。「ピチレモンユニット」は不合格となり、デビューは果たせなかった。
- 3月、舞台『タクラマカン』で初出演。脚本家の秦建日子によれば、吉田は当初、集中力が低いために芝居がなかなか上達せず、落胆しそうになったが舞台本番直前で大化けし、安心したという。
- 4月、ユニット名が『フルーツ』と決まる。「みずみずしく新鮮な果実のようなメンバーのイメージ」に由来する。ユニットでは最年長メンバーとなり、公式サイトでのブログを始める。奏建日子の主催する『演劇ワークショップ・TAKE1』で最年少メンバーの6期生として残留する。高校3年に進級し、体育祭ではパフォーマンスリーダー・応援団員を務める。
- 5月、11日から2日間の『フルーツ』のメンバーとダンス強化合宿練習を行う。27日に日本テレビ系『歌スタ!!』に出演する。
- 6月、1日にデビューシングル『恋のセゾン』のプロモーションビデオを撮影する。9日に日本テレビ系『歌スタ!!』で吉田が特集される。
- 7月、1st.シングル『恋のセゾン』でデビュー。m.c.A・Tプロデュースによる「Winter Plan」でソロとしてもデビュー。日本テレビ系『歌スタ!!』でプロモーションが強化される。日本園芸農業協同組合より全国初の『くだもの大使』に任命される。故障していた左足を電流整体治療する。
- 8月、7日に神宮外苑花火大会での初イベントに出演。秩父宮ラグビー場でライヴを行う。

2009年
- 4月、洗足学園音楽大学音楽学部に進学。サカタのタネ主催のイベントから主だった活動が遠ざかる。
- 7月、ブログ上で『フルーツ』デビュー1周年を祝うが、活動停止を発表した。解散はせず、以降はメンバー個々で活動することとなった。

### ソロ活動期
2009年
- 10月、歌手と女優を両立させる目標を掲げてダンスレッスンを続ける一方、学業、演劇に専念する。歌・ダンス共に実力が認められ学内選抜公演のヒロインに抜擢され、数々の賞を得る。

2010年
- 7月、日本テレビ系音楽番組『MUSIC LOVERS』で、平原綾香のバックコーラスで出演する。また、シングルCD「Sailing my life」にコーラスとして参加する。
- 『特別選抜演奏者認定証』受賞。

2011年
- 『特別選抜演奏者認定証』受賞。

2012年
- 『特別選抜演奏者認定証』、『洗足学園音楽大学前田記念奨学金奨学生』、『洗足学園音楽大学前田記念賞』受賞。

2013年
- 3月、洗足学園音楽大学音楽学部ミュージカルコースを首席で卒業。有限会社グランアーツにトライアルアーティストとして所属する。パワフルな歌声とダンスを武器に舞台を中心に様々なジャンルに挑戦している。『特別選抜演奏者認定証』受賞。

## 人物
- 明るく、優しく、中途半端が大嫌いな性格の持ち主で、「もっと良いものを」と上昇志向の負けず嫌いで、頑固な一面も持つ。
- 趣味・特技は帽子収集である。
- ペットは、セキセイインコの「じゃむちゃん」を飼っている。
- 食べ物は、叙々苑サラダ、キムチ鍋ラーメン、ファミチキを好む。
- 『魔法にかけられて』などのディズニー映画のファンで、好きな曲は「ワン・マンズ・ドリーム」「真実の愛のキス」「歌ってお仕事」である。『レ・ミゼラブル』の「オン・マイ・オウン」などミュージカル音楽を好む。
- 特技は、モダンバレエ、ジャズダンス、ヒップホップダンス、フルート。
- 空いた時間にはダンスを踊ったり、筋トレをしたりと誰よりも努力家である。
- 好きな歌手・女優は、柴咲コウ。
- 『フルーツ』では、最年長メンバーとしてリーダーであり、いつも年下の他のメンバーを気遣っている。

## 出演

### 舞台
- 演劇ワークショップTAKE1・五期卒業公演『タクラマカン』（2008年3月12日 - 16日） - 少女「ヤン」役。
- 演劇ワークショップTAKE1・六期卒業公演『比翼の鳥』 - 子役。
- ブロードウェイミュージカル『INTO THE WOODS』（2010年10月、洗足学園前田ホール）- シンデレラ役
- ブロードウェイミュージカル『リトルショップオブホラーズ』（2011年12月、洗足学園前田ホール）- ヒロイン、オードリー役。
- ブロードウェイミュージカル『モダン・ミリー』（2012年11月、洗足学園前田ホール）- 主演、ミリー・ディルマウント役。
- 『I Love Musical　～ミュージカルへようこそ～』（2013年3月、東京グローブ座）。
- ミュージカル『SONG WRITERS』（2013年10月5日～30日、東京・シアタークリエ。11月12日、愛知県芸術劇場大ホール。11月16・17日、森ノ宮ピロティホール）
- 交響劇『船に乗れ!』（2013年12月13日～21日、東急シアターオーブ）
- ミュージカル『アルジャーノンに花束を』（2017年3月、天王洲銀河劇場、兵庫県立芸術文化センター阪急中ホール） - ノーマ（回想） 役
- 『マリー・アントワネット』（2018年9月-2019年1月/博多座、帝国劇場、御園座、梅田芸術劇場）
- ミュージカル『20世紀号に乗って』（2024年3月12日 - 31日、東急シアターオーブ / 4月5日 - 10日、オリックス劇場）[3]
- ミュージカル『十二国記 -月の影 影の海-』（2025年12月9日 - 29日〈予定〉、日生劇場 / 2026年1月6日 - 11日〈予定〉、博多座 / 1月17日 - 20日〈予定〉、梅田芸術劇場 メインホール / 1月28日 - 2月1日〈予定〉、御園座）[4][5]

### テレビ
- 歌スタ!!（日本テレビ、2007年 - 2008年）
- ジョーシキの時間（日本テレビ）
- クイズ人生ゲーム（BS朝日）
- THE M（日本テレビ）- 再現VTR。
- ダウンタウンのガキの使いやあらへんで!!（日本テレビ）
- MUSIC LOVERS（日本テレビ、2010年）

### CD
- フルーツ『恋のセゾン』（2008年7月16日、PONY CANYON / EXIT TUNES） - 日本テレビ系『歌スタ!!』メジャーデビュー第21弾。『歌スタ!!』2008年7月度オープニングテーマソング。日本テレビ系『ロンQ!ハイランド』2008年度4・5月度エンディングテーマソング。